# 盛誠吾
盛 誠吾（もり せいご、1951年8月29日 - ）は、日本の法学者。専門は労働法。研究テーマは労働時間規制など。一橋大学名誉教授。一橋大学副学長、神奈川県労働委員会会長、神奈川地方最低賃金審議会会長等を歴任。蓼沼謙一門下。指導学生に相澤美智子一橋大学教授など。青森県出身。

## 略歴
- 1974年 一橋大学法学部卒業
- 1980年 一橋大学大学院法学研究科博士後期課程単位取得退学
- 1980年 一橋大学法学部専任講師
- 1991年 一橋大学法学部教授
- 1999年 一橋大学大学院法学研究科教授（大学院重点化による）
- 2006年 一橋大学大学院法学研究科長・法学部長
- 2008年 一橋大学副学長 兼 国立大学法人一橋大学理事
- 2010年 神奈川県労働委員会会長
- 2015年 一橋大学定年退職、一橋大学大学院法学研究科特任教授、一橋大学名誉教授[3][3]

## 社会的活動
- 国立大学協会第4常置委員会作業委員会専門委員[4]
- 帯広畜産大学国立大学法人化特別委員会専門委員[5]

## 著書
- 『労働法（第3版）』（浅倉むつ子、島田陽一と共著，有斐閣、2008年）
- 『労働法総論・労使関係法』（新世社、2000年）
- 『わかりやすい改正労働基準法』（有斐閣、1999年）
- 『法を考える』（河合代悟、山田省三と共著，神保出版、1994年）